# Muhszen Baszma
Muhszen Baszma (arab betűkkel محسن بسمة; Szíria, 1966. október 21.–) szíriai nemzetközi labdarúgó-játékvezető.

## Pályafutása

### Nemzeti játékvezetés
2001-ben lett az I. Liga játékvezetője. A nemzeti játékvezetéstől 2011-ben vonult vissza.

### Nemzetközi játékvezetés
A Szíriai labdarúgó-szövetség Játékvezető Bizottsága (JB) terjesztette fel nemzetközi játékvezetőnek, a Nemzetközi Labdarúgó-szövetség (FIFA) 2003-tól tartotta nyilván bírói keretében. Az Ázsiai Labdarúgó-szövetség (AFC) Játékvezető Bizottsága (JB) 2008-tól az elit játékvezetők közé sorolta. Több nemzetek közötti válogatott és klubmérkőzést vezetett, vagy működő társának 4. bíróként segített. A szakmailag kiválóan felkészült sportembert rendszeresen foglalkoztatják. A szíriai nemzetközi játékvezetők rangsorában, a világbajnokság-Ázsia-bajnokság sorrendjében az 1. helyet foglalja el 14 találkozó szolgálatával. Az aktív nemzetközi játékvezetéstől 2011-ben a FIFA JB 45 éves korhatárát elérve búcsúzott.

#### Labdarúgó-világbajnokság
A világbajnoki döntőhöz vezető úton Németországba a XVIII., a 2006-os labdarúgó-világbajnokságra és Dél-Afrikába a XIX., a 2010-es labdarúgó-világbajnokságra a FIFA JB játékvezetőként alkalmazta.

##### 2006-os labdarúgó-világbajnokság

###### Selejtező mérkőzés
| Időpont            | Helyszín                            | Mérkőzés típusa               | Mérkőzés           | Eredmény | Nézők száma |
| ------------------ | ----------------------------------- | ----------------------------- | ------------------ | -------- | ----------- |
| 2004. november 17. | Pakhtakor Markaziy Stadion, Taskent | Ázsia (AFC) zóna (2. csoport) | Üzbegisztán–Tajvan | 6 : 1    | 20 000      |

##### 2010-es labdarúgó-világbajnokság

###### Selejtező mérkőzés
| Időpont           | Helyszín                       | Mérkőzés típusa                    | Mérkőzés               | Eredmény | Nézők száma |
| ----------------- | ------------------------------ | ---------------------------------- | ---------------------- | -------- | ----------- |
| 2007. október 8.  | Ahmed bin Ali Stadion, Doha    | Ázsia (AFC) zóna                   | Palesztina–Szingapúr   | 0 : 4    | 100         |
| 2008. február 6.  | King Fahd Stadion, Rijád       | Ázsia (AFC) zóna (4. csoport)      | Szaúd-Arábia–Szingapúr | 2 : 0    | 10 000      |
| 2008. június 2.   | Jassim Bin Hamad Stadion, Doha | Ázsia (AFC) zóna (4. csoport)      | Katar–Kína             | 0 : 0    | 9 000       |
| 2008. június 7.   | NEMZETI Stadion, Riffa         | Ázsia (AFC) zóna (2. csoport)      | Bahrein–Thaiföld       | 1 : 1    | 21 000      |
| 2009. február 11. | Nemzetközi Stadion, Jokohama   | Ázsia (AFC) zónadöntő (A. csoport) | Japán–Ausztrália       | 0 : 0    | 66 000      |
| 2009. június 6.   | Pakhtakor Stadion, Taskent     | Ázsia (AFC) zónadöntő (A. csoport) | Üzbegisztán–Japán      | 0 : 1    | 34 000      |
| 2009. június 17.  | King Fahd Stadion, Rijád       | Ázsia (AFC) zónadöntő (B. csoport) | Szaúd-Arábia–Dél-Korea | 0 : 0    | 65 000      |

##### 2014-es labdarúgó-világbajnokság

###### Selejtező mérkőzés
| Időpont             | Helyszín                             | Mérkőzés típusa                 | Mérkőzés                       | Eredmény | Nézők száma |
| ------------------- | ------------------------------------ | ------------------------------- | ------------------------------ | -------- | ----------- |
| 2011. szeptember 2. | Tahnoun bin Mohammed Stadion, Al Ain | előselejtező (3/B. kör/csoport) | Egyesült Arab Emírségek–Kuvait | 2 – 3    | 8715        |
| 2011. november 11.  | Jassim Bin Hamad Stadion, Doha       | előselejtező (3/E. kör/csoport) | Katar–Indonézia                | 4 – 0    | 6500        |

#### Ázsia-kupa
A labdarúgó torna történetében első alkalommal, négy nemzet  Indonézia, Malajzia, Thaiföld és Vietnám adott otthont a 14., a 2007-es Ázsia-kupa, valamint Katar a 15., 2011-es Ázsia-kupa labdarúgó tornának, ahol az AFC JB játékvezetőként foglalkoztatta.

##### 2007-es Ázsia-kupa

###### Selejtező mérkőzés
| Időpont             | Helyszín                     | Mérkőzés típusa           | Mérkőzés           | Eredmény | Nézők száma |
| ------------------- | ---------------------------- | ------------------------- | ------------------ | -------- | ----------- |
| 2006. február 22.   | Nemzetközi Stadion, Ammán    | előselejtező (C. csoport) | Jordánia–Pakisztán | 3 : 0    | 5 000       |
| 2006. augusztus 17. | King Abdullah Stadion, Amman | előselejtező (E. csoport) | Palesztina–Irak    | 0 : 3    | 5 000       |

###### Ázsia-kupa mérkőzés
| Időpont          | Helyszín                          | Mérkőzés típusa              | Mérkőzés      | Eredmény | Nézők száma |
| ---------------- | --------------------------------- | ---------------------------- | ------------- | -------- | ----------- |
| 2007. július 10. | Bukit Jalil Stadion, Kuala Lumpur | csoportmérkőzés (C. csoport) | Malajzia–Kína | 1 : 5    | 21 155      |
| 2007. július 18. | Bukit Jalil Stadion, Kuala Lumpur | csoportmérkőzés (C. csoport) | Malajzia–Irán | 0 : 2    | 5 520       |

##### 2011-es Ázsia-kupa

###### Selejtező mérkőzés
| Időpont            | Helyszín                      | Mérkőzés típusa           | Mérkőzés                         | Eredmény | Nézők száma |
| ------------------ | ----------------------------- | ------------------------- | -------------------------------- | -------- | ----------- |
| 2009. november 18. | Nemzeti Stadion, Madinat 'Isa | előselejtező (A. csoport) | Bahrein–Jemen                    | 4 : 0    | 1 000       |
| 2010. január 6.    | Al Shabab Stadion, Dubaj      | előselejtező (C. csoport) | Egyesült Arab Emírségek–Malajzia | 1 : 0    | 3 500       |